# High Hopes (canção de Kodaline)
"High Hopes" é o primeiro single do álbum de estreia "In a Perfect World", lançado pela banda de indie rock, Kodaline em 2013. Junto com os singles "All I Want" e "One Day", são considerados as principais musicas da banda.
Manteve-se em durante alguns meses de 2013 na primeira colocação no Irish Singles Chart e entrou no top 20 do UK Singles Chart no mesmo ano.

## Videoclipe
Um videoclipe para acompanhar a musica foi lançado em no YouTube em 23 de Janeiro de 2013,numa duração total de quatro minutos e dez segundos e estrelado pelo ator irlandês Liam Cunningham. O vídeo relata a depressão de um homem e sua volta por cima após reatar o relacionamento amoroso.

## Referencias
- http://www.ultratop.be/nl/song/1100fb/Kodaline-High-Hopes (em inglês)